# Unione Sportiva Cremonese 1927-1928
Questa voce raccoglie le informazioni riguardanti l'Unione Sportiva Cremonese nelle competizioni ufficiali della stagione 1927-1928.

## Stagione
Nella stagione 1927-1928 la Cremonese ha disputato il girone A del campionato di Divisione Nazionale 1927-1928. Lo ha concluso al 7º posto con 17 punti in classifica. A Cremona si verificano partenze eccellenti, Compiani e Tansini vanno al Milan, Ercole Bodini passa al Genoa, lascia l'Italia anche Gyula Wilhelm, ma salutano anche Albertoni e Talamazzini, due stelle della prima Cremonese. Per colmare i vuoti si punta sui giovani. In porta ritorna dalla Triestina Ugo Ferrazzi, dal Casalbuttano arriva la veloce ala Rocco Ranelli che nel campionato firma 9 reti. Il tecnico è Fusco, un italiano che ha allenato in Inghilterra, la Cremonese ripescata dopo la scorsa retrocessione, parte bene, vince con la Lazio, pareggia a Torino (2-2) e rifila al Napoli un rotondo (5-0). I metodi del nuovo allenatore sembrano funzionare, dopo sette giornate i grigiorossi sono secondi ad un punto dall'Alessandria. Poi però giungono quattro sconfitte di fila che li ridimensiona, il problema si rivela la panchina corta, e con qualche normale defezione, sono guai. La Cremonese chiude il torneo comunque settima con 17 punti, ma con solo 6 punti raccolti nelle ultime 13 partite, mancando per un solo punto la partecipazione al girone finale, che ha assegnato lo scudetto al Torino. Al termine del campionato la Cremonese disputa con poche soddisfazioni anche la Coppa CONI, gioca il girone B, che viene vinto dalla Roma.

## Divise
| Prima divisa |

## Rosa
| N. |                   | Ruolo | Calciatore          |
| -- | ----------------- | ----- | ------------------- |
|    | Italia (bandiera) | P     | Ugo Ferrazzi        |
|    | Italia (bandiera) | D     | Renato Bodini (II)  |
|    | Italia (bandiera) | D     | Giulio Goffrini     |
|    | Italia (bandiera) | D     | Libero Pollastri    |
|    | Italia (bandiera) | D     | Attilio Ravani (II) |
|    | Italia (bandiera) | D     | Ottorino Ravani (I) |
|    | Italia (bandiera) | C     | Pietro Balestreri   |
|    | Italia (bandiera) | C     | Giuseppe Bonizzoni  |
|    | Italia (bandiera) | C     | Battista Perotti    |
|    | Italia (bandiera) | A     | Luigi Cabrini       |

| N. |                   | Ruolo | Calciatore          |
| -- | ----------------- | ----- | ------------------- |
|    | Italia (bandiera) | A     | Walter Corsanini    |
|    | Italia (bandiera) | A     | Sigfrido Costa      |
|    | Italia (bandiera) | A     | Pietro Dalle Vedove |
|    | Italia (bandiera) | A     | Alfredo Guanzini    |
|    | Italia (bandiera) | A     | Piero Mondini       |
|    | Italia (bandiera) | A     | Luigi Oscar Moroni  |
|    | Italia (bandiera) | A     | Evolo Musoni        |
|    | Italia (bandiera) | A     | Rocco Ranelli       |
|    | Italia (bandiera) | A     | Pietro Sbalzarini   |

## Risultati

### Divisione Nazionale

#### Girone A

##### Girone di andata
| Arbitro: | Montessoro (Torino) |

|                         |           |  |
| Cabrini 33’ Ranelli 65’ | Marcatori |  |

| Arbitro: | Giorgi (Milano) |

|                               |           |                       |
| G. Rossetti 28’ Libonatti 50’ | Marcatori | 31’ Costa 46’ Ranelli |

| Arbitro: | Mastellari (Bologna) |

|                                                             |           |  |
| Bonizzoni 23’ Musoni 25’ Moroni 31’ Cabrini 46’ Ranelli 66’ | Marcatori |  |

| Arbitro: | Lenti (Genova) |

|                |           |                                       |
| A. Bajardi 85’ | Marcatori | 50’ Bonizzoni 65’ (aut.) A. Valeriani |

| Arbitro: | Sganzetta (Torino) |

|                        |           |             |
| Sgarbi 24’ Aigotti 82’ | Marcatori | 85’ Ranelli |

| Arbitro: | Sguerso (Savona) |

|                                                |           |              |
| Ranelli 11’ Ravani 46’ (rig.) Dalle Vedove 73’ | Marcatori | 22’ C. Villa |

| Arbitro: | Giorgi (Milano) |

|  |           |                        |
|  | Marcatori | 17’ Musoni 90’ Mondini |

| Arbitro: | A.Gama (Milano) |

|                                            |           |                   |
| A. Prosperi 9’ Bissolotti 47’ Giuliani 61’ | Marcatori | 41’, 90+1’ Musoni |

| Arbitro: | U.Gama (Milano) |

|                   |           |                           |
| Ravani 87’ (rig.) | Marcatori | 1’ E. Bodini 10’ Levratto |

| Arbitro: | Carraro (Padova) |

|                                                  |           |  |
| Banchero 20’, 38’, 84’ Chierico 47’ Cattaneo 66’ | Marcatori |  |

| 11 dicembre 1927 11ª giornata |  | – Turno di riposo CREMONESE |  |  |

##### Girone di ritorno
| Arbitro: | Lenti (Genova) |

|                       |           |             |
| Sanero 68’ Ottier 90’ | Marcatori | 73’ Ranelli |

| Arbitro: | Medica (Bologna) |

|                      |           |                                  |
| Musoni 6’ Moroni 26’ | Marcatori | 44’ (rig.) Libonatti 46’ Vezzani |

| Arbitro: | Malagodi (Ferrara) |

|                                                  |           |             |
| G. Innocenti 60’ (rig.) Sallustro 77’ Tosini 78’ | Marcatori | 16’ Ranelli |

| Arbitro: | Guarnieri (Milano) |

|            |           |             |
| Musoni 25’ | Marcatori | 81’ Maselli |

| Arbitro: | Lenti (Genova) |

|  |           |              |
|  | Marcatori | 51’ Torriani |

| Arbitro: | Osti (Ferrara) |

|                                        |           |  |
| Borello 43’ Gardini 45’ L. Bajardi 67’ | Marcatori |  |

| Arbitro: | Enrietti (Torino) |

|                                         |           |  |
| Musoni 32’ Ranelli 69’ Dalle Vedove 74’ | Marcatori |  |

| Cremona 12 febbraio 1928 19ª giornata | Cremonese      | 0 – 1 | Brescia | Stadio Giovanni Zini\| Arbitro: \| Mauro (Milano) \| |
| Arbitro:                              | Mauro (Milano) |       |         |                                                      |

| Arbitro: | Ferro (Milano) |

|                                                     |           |               |
| Levratto 19’ Bellini 30’ Chiecchi 37’ E. Bodini 58’ | Marcatori | 86’ Corsanini |

| Arbitro: | Guarnieri (Milano) |

|                                                      |           |                |
| Sbalzarini 28’ Corsanini 56’ Ranelli 69’ Mondini 84’ | Marcatori | 17’ G. Ferrari |

| 4 marzo 1928 22ª giornata |  | – Turno di riposo CREMONESE |  |  |

## Statistiche

### Statistiche di squadra
| Competizione                   | Punti | Totale | Totale | Totale | Totale | Totale | Totale |
| Competizione                   | Punti | G      | V      | N      | P      | Gf     | Gs     |
| ------------------------------ | ----- | ------ | ------ | ------ | ------ | ------ | ------ |
| Divisione Nazionale - girone A | 17    | 20     | 7      | 3      | 10     | 33     | 34     |
| Totale                         | 17    | 20     | 7      | 3      | 10     | 33     | 34     |